# Real Basilica de San Francisco el Grande

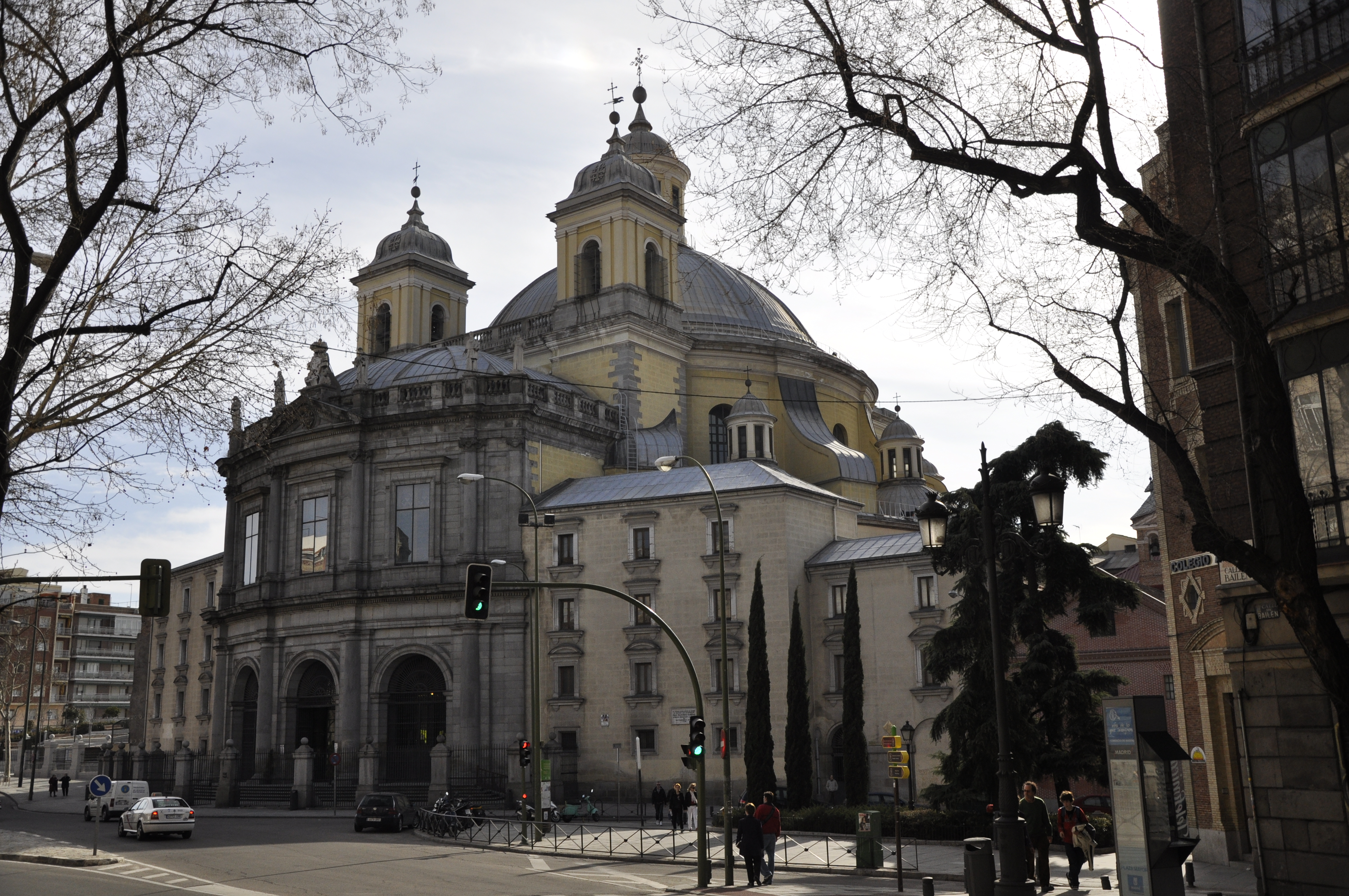
De Real Basilica de San Francisco el Grande

De Real Basilica de San Francisco el Grande (koninklijke basiliek van de heilige Franciscus de Grote) is een kerkgebouw in de Spaanse hoofdstad Madrid.
Deze neoclassicistische basiliek met zeven kapellen rond een rond grondplan werd in 1760 gebouwd in opdracht van koning Karel III op de plaats van een franciscaans klooster dat in 1217 door Franciscus zou zijn gesticht. Francesco Cabezas werd aangesteld als architect. Na stillegging van de werken in 1768 omwille van bouwkundige problemen werden de werken voltooid onder leiding van architect Francesco Sabatini.
Vanaf 1835 gebruikte de overheid de kerk als kazerne en later als nationaal pantheon. De franciscanen moesten deze plek verlaten maar mochten in 1926 terugkeren. In 1878 zorgden restauratiewerken ervoor dat de kerk haar opvallende verfraaiingen kreeg. De kerk werd in 1962 verheven tot basilica minor. De restauratie in 1973 zorgde voor de herstelling van het dak en de fresco's.
De koepel heeft een diameter van 33 m en is daarmee de grootste van Spanje. Het is de op twee na grootste in Europa, na de koepel van de Sint-Pietersbasiliek in Vaticaanstad en die van de Hagia Sophia in Istanbul. De koepel en de gewelfde plafonds zijn bedekt met fresco`s. In de twee torens zijn negentien klokken opgehangen. De beelden van de vier evangelisten bij het hoofdaltaar zijn gemaakt van imitatiebrons, een mengeling van gips en hout.
In de kerk zijn werken van Francisco Goya, Francisco Zurbarán en Alonso Cano te zien. Van Goya is hier een schilderij te zien waarop hij zichzelf als jonge schilder (rechts op het schilderij) en Bernardinus van Siena afbeeldt.
Wijwatervaten in marmer worden gedragen door bronzen engeltjes.
Enkele van Spanje's bekende kunstenaars en mensen uit het politieke leven liggen hier begraven.

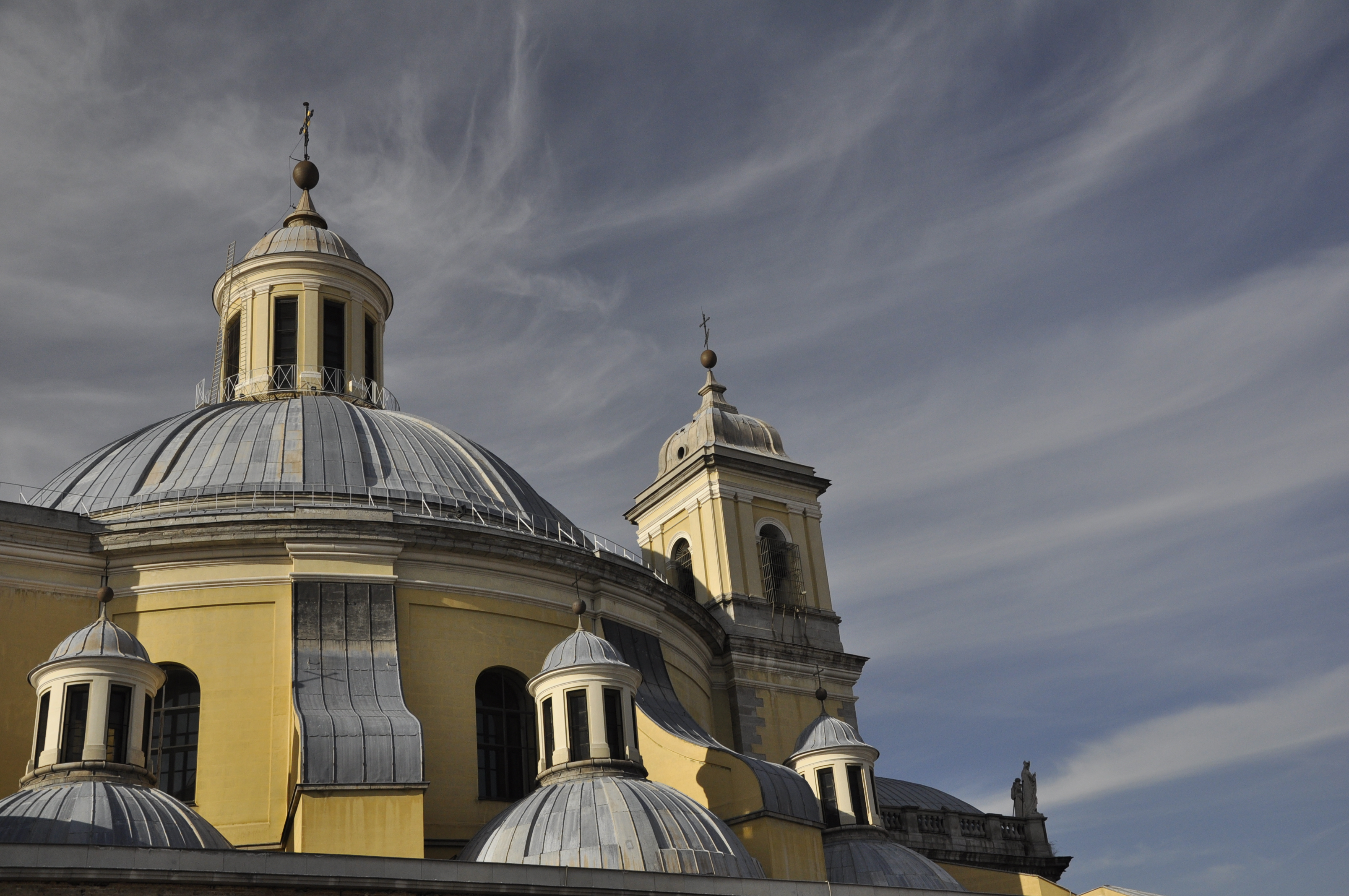
de koepel
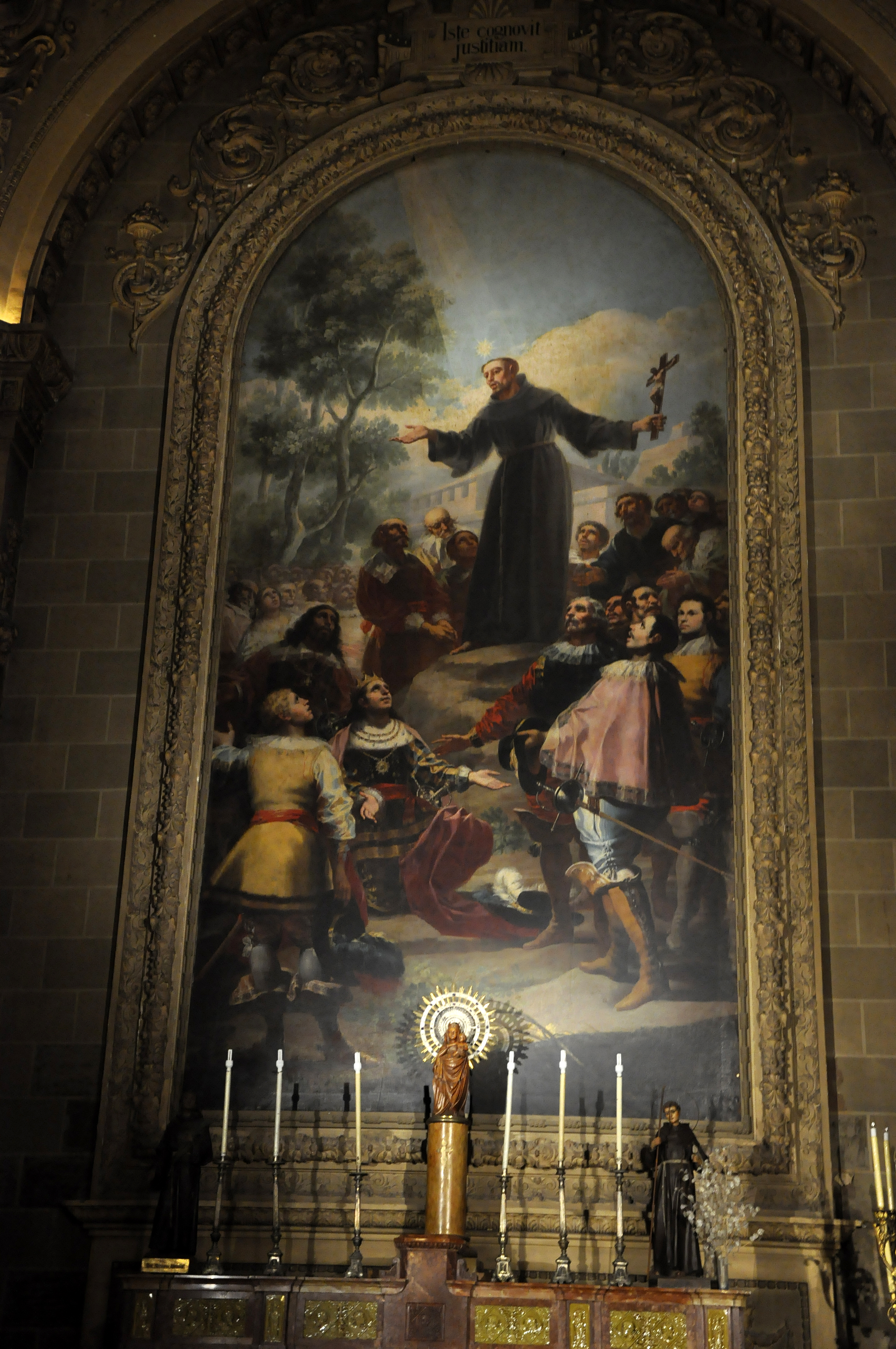
Bernardinus van Siena en Goya
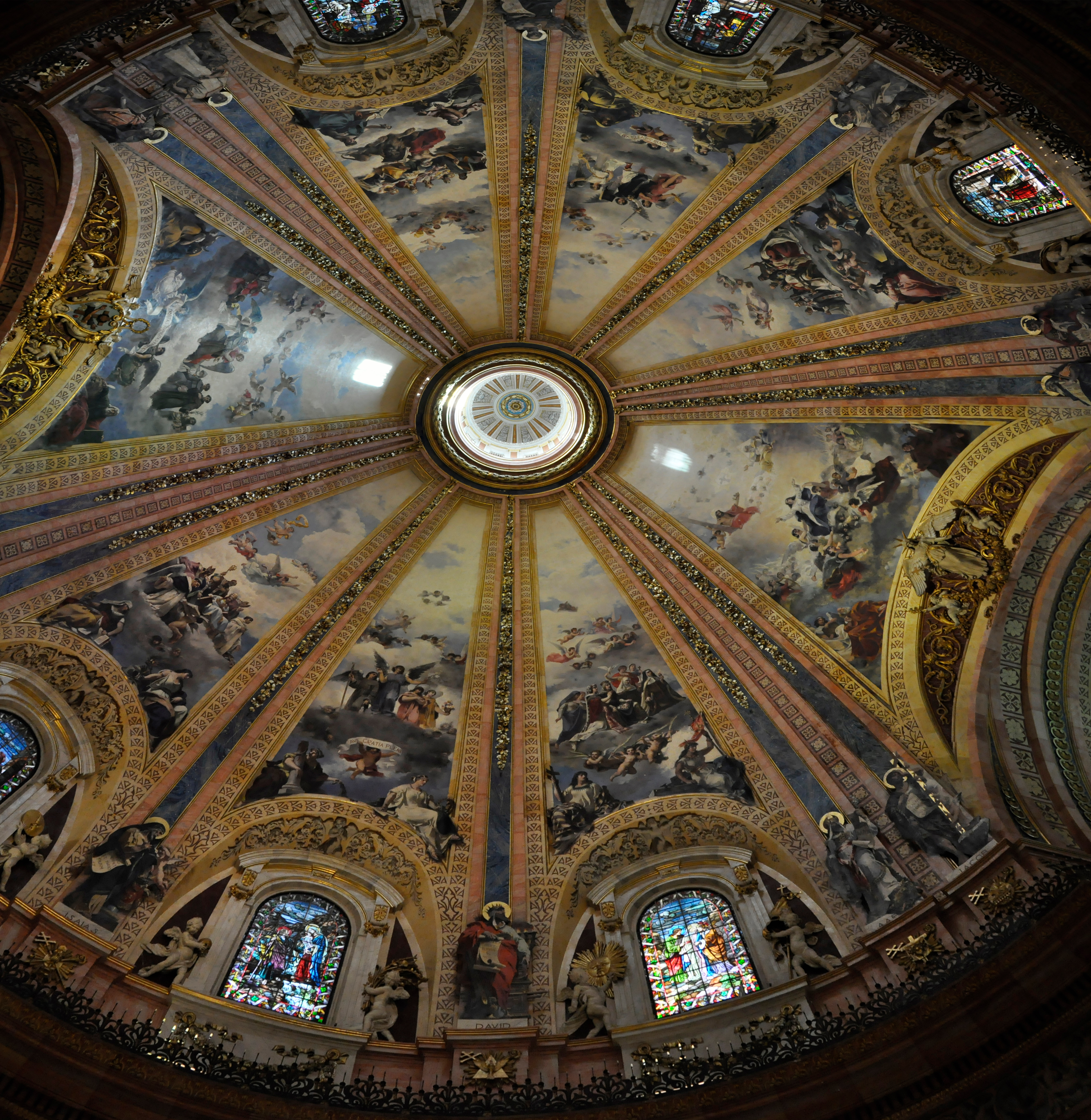
Interieur van de koepel
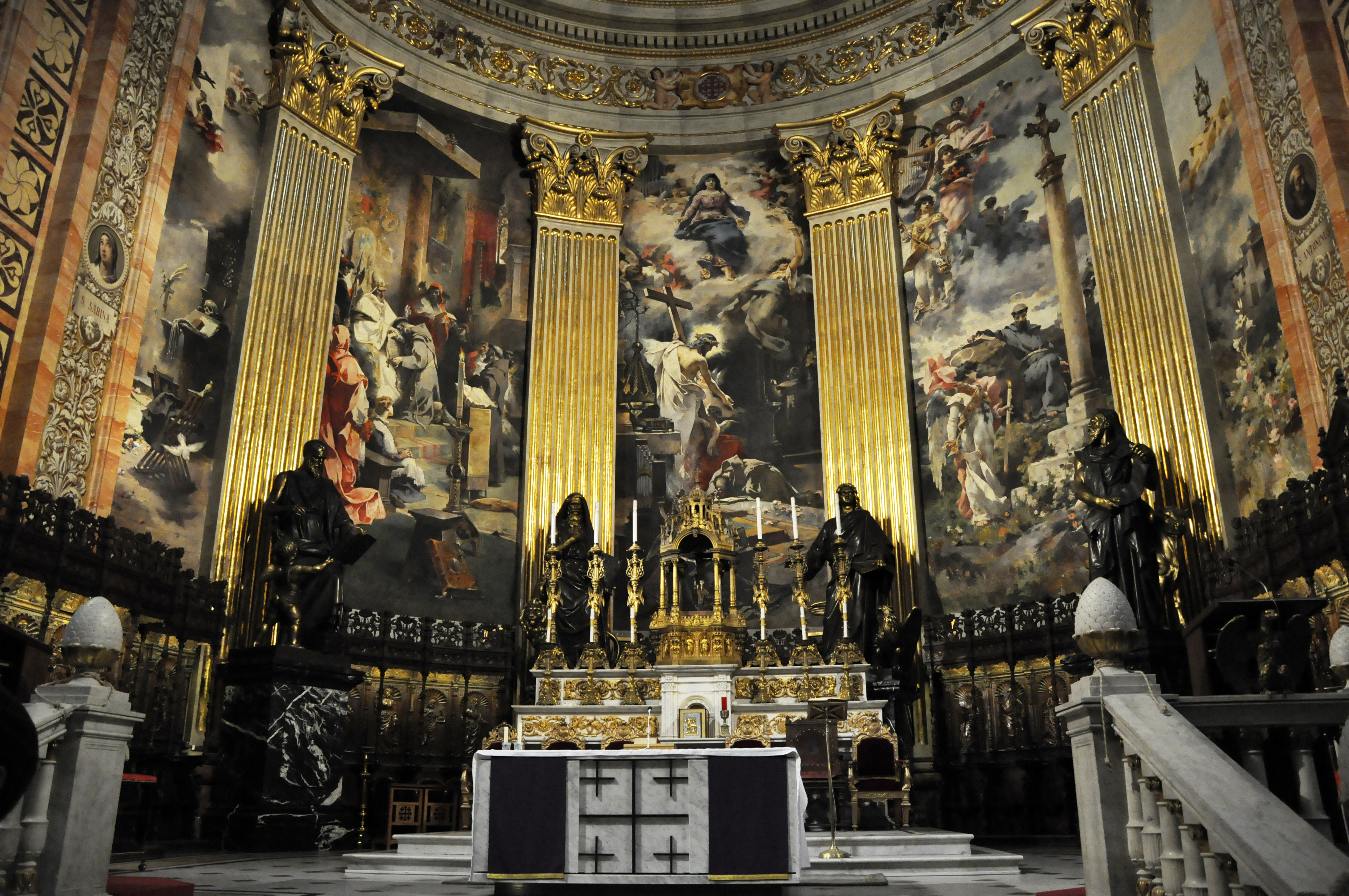
Het hoofdaltaar
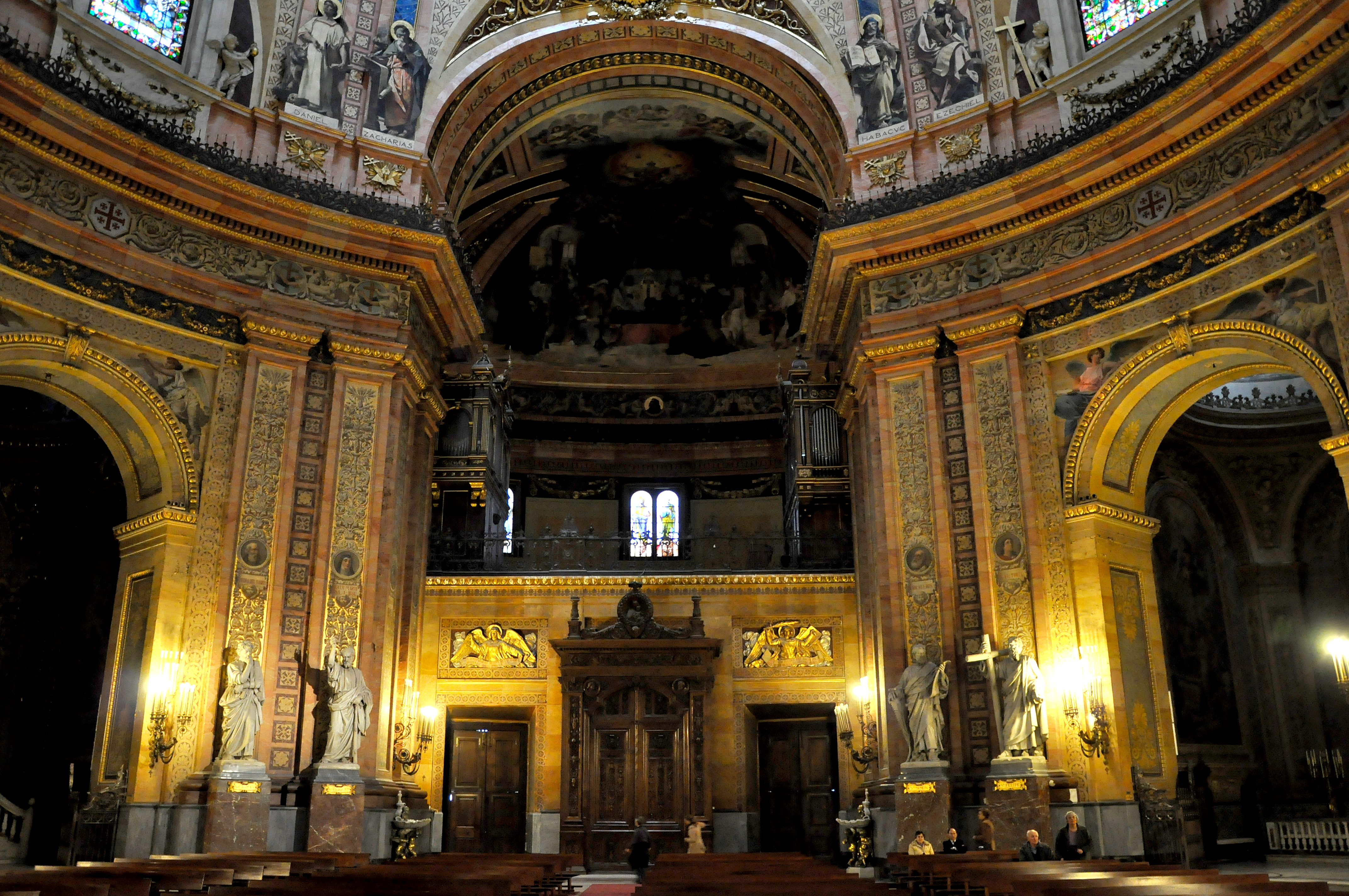
De ingang
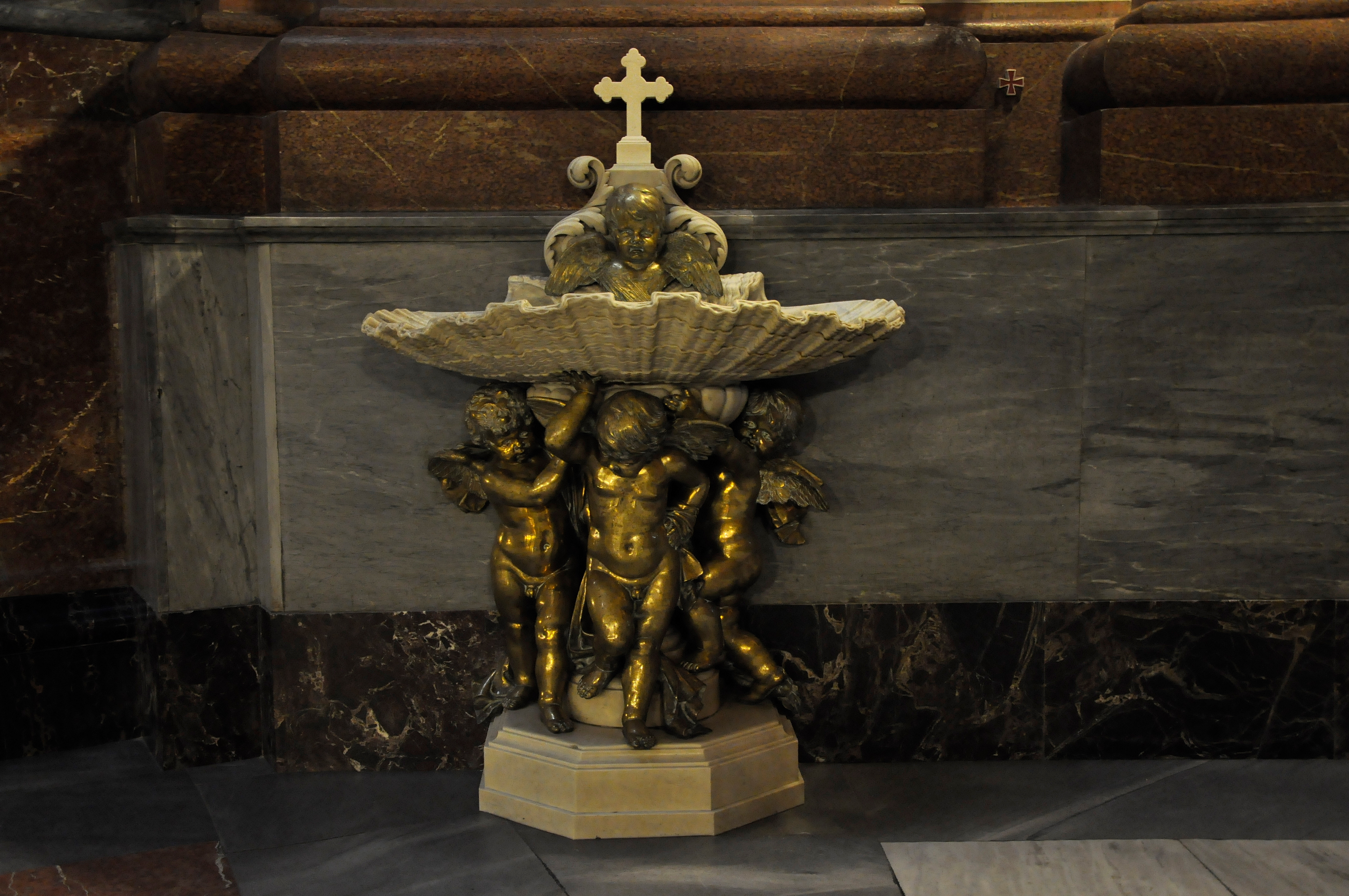
Een wijwatervat